# Last of the Summer Wine
Last of the Summer Wine (littéralement « Le dernier des vins d'été »), est une série télévisée britannique de type sitcom en 295 épisodes d'environ 30 minutes créée par Roy Clarke et diffusée du 12 novembre 1973 au 29 août 2010 sur BBC One. Le réalisateur Alan J. W. Bell en a assuré la production et réalisation de 1983 à 2010. Le premier épisode de la série a été diffusé le 4 janvier 1973 en tant qu'épisode unique de la série Comedy Playhouse (en), et une première saison a ensuite été diffusée la même année à partir du 12 novembre.
Cette série est inédite dans tous les pays francophones.

## Synopsis
La série se déroule dans et aux alentours de la petite ville de Holmfirth, dans le Yorkshire de l'Ouest, en Angleterre, et suit les relations de trois hommes dans la force de l'âge.

## Roulement dans la distribution
La composition du trio de personnage principal a évolué au cours des années : il était à l'origine composé de l'acteur Bill Owen, dans le rôle du débraillé et casse-cou Compo, Peter Sallis dans le rôle de l' « intello » Norman Clegg, et Michael Bates dans celui du snob Blamire. Les problèmes de santé de Bates après deux saisons de diffusion entraînent en 1976 le remplacement du rôle du troisième vieillard par différents personnages, dont le militaire vétéran Foggy incarné par Brian Wilde (en), l'excentrique inventeur Seymour interprété par Michael Aldridge (en), et le policier à la retraite Truly joué par Frank Thornton.

## Production
La BBC, après avoir reconduit 31 fois la série jusque l'année 2010, a annoncé le 2 juin 2010 qu'elle mettait un terme à sa production et à sa diffusion. Des rediffusions sont régulièrement programmées sur la chaîne anglophone Gold, disponible en Angleterre et en Irlande, et a été exportée dans plus de 35 pays, dont les États-Unis sur PBS et au Canada sur VisionTV.
Il s'agit du plus long programme de fiction en cours de diffusion diffusé en Grande-Bretagne et la plus longue sitcom encore diffusée au monde.

## Impact Culturel
Familiale, inoffensive et bienveillante vis-à-vis des personnes âgées, la série a été appréciée par un public très large, y compris la reine d’Angleterre.
La série à gagné le prix pour ‘most popular comedy’ en 1999 aux ‘National Television Awards’.

### Summer Wine Country
Publié en 1989, Summer Wine Country est le titre d’un livre par Roy Clarke sur les alentours de Holmfirth. Désormais le lieu de tournage de sa série avec son ‘sens d’humour pierreuse’ est devenu un lieu touristique surnommé ‘Le pays du vin d’été’.
Bien qu’un vignoble existe dans la ‘Holme valley’ depuis 2007, la vallée est connue comme ‘summer wine country’ depuis les années soixante dix, grâce à cette série télévisé. Nombreuse sont les références à cette appellation en Angleterre. Pourtant, une désambiguïsation est nécessaire, ailleurs, car il existe une chanson ‘Summer Wine’ qui n’a rien a voir avec la série britannique. Pour Clarke il s’agit plutôt de l’âge de ses personnages: Selon lui, ils ne sont pas à l’automne de leur vies, mais peut être ‘à la fin de l’été.’ 
Le thème musical de Ronnie Hazlehurst, pour la série, est devenu symbolique, voir nostalgique, pour un très grand nombre d’anglophones.  
Les manifestations touristiques dans la vallée, associées à la série, sont également nombreuses: Sid’s Café (voir photo’), Wrinkled Stocking* (salon de thé),  Compo’s (restaurant ‘fish and chips’), Compo’s house (musée), Summer Wine Magic Tour (bus touristique),.
*La vieille campagnarde Nora Batty (incarnée par Kathy Staff (en)) pour laquelle le vieux, vulgaire, mais adorablement mesquin, Compo a le béguin, est célèbre pour ses bas ridés.
Une sculpture de Compo a été réalisé en 2016 pour la ville de Holmfirth.  

## Sources
- (en) Cet article est partiellement ou en totalité issu de l’article de Wikipédia en anglais intitulé « Last of the Summer Wine » (voir la liste des auteurs).